# Томас Гарді
Томас Гарді (англ. Thomas Hardy, 2 червня 1840, Аппер-Бокгвемптон, Дорсет — 11 січня 1928, Макс-Гейт поблизу Дорчестера) — англійський романіст, новеліст та поет.

## Біографія
Народився у 1840 році у селі Верхній Бокхемптон, за одну милю від Дорчестера, графство Дорсет. Усе його село складалося з восьми будинків, заселених робітниками, а населення становило близько п'ятдесяти осіб. Батько і дід Гарді були каменотесами та будівельниками. Томас разом із двома сестрами і братом виховувалися вдома під наглядом матері. Вона вміла писати, але не вміла читати, і вирішила, що син вартий кращої освіти, ніж та, яку отримала сама. У дев'ятирічному віці Томаса відправили навчатися до церковно-приходської школи у Дорчестері. Однокласники визнали нового учня скромним і «некомпанійським». Навчання хлопця тривало і після школи — мати наполягала на тому, щоб він читав багато «хороших» книжок.
У 16 років Томас закінчив школу і став учнем одного з місцевих архітекторів. Протягом п'яти років він навчався у дорчестерській фірмі перед тим, як переїхав до Лондона у 1862 році. Там він продовжив навчання архітектурі у Королівському коледжі і був прийнятий на роботу заповзятливим архітектором Артуром Бломфелдом, у якого навчився мистецтву відновлення церков. У Лондоні Гарді також навчався живопису і самостійно вивчав грецьку та латину — з п'ятої до восьмої щоранку. У 1867 році, коли Гарді повернувся у Дорчестер для роботи з проєктування та відновлення церков, він закінчив свій перший роман, для якого так і не зміг знайти видавця, а в подальшому, за порадою Джорджа Мередіта, відмовився від спроб його друку і знищив рукопис. Другий роман Гарді, «Відчайдушні кошти» (англ. Desperate Remedies, 1871), був надрукований у 1871 році анонімно. За рік до цього він зустрів у Корнуоллі свою майбутню першу дружину Емму, з якою одружився у 1874 році.
Вони прожили разом у Дорсеті і Лондоні десять років, протягом яких Гарді став професійним письменником. Перше визнання здобув завдяки п'ятому за рахунком роману «Далеко від збожеволілої юрби» (англ. Far from the Madding Crowd, 1874), який уперше був надрукований у лондонському журналі «Корнгілл», а пізніше вийшов окремою книгою.
До 1885 року Гарді заробив достатньо коштів для того, щоб остаточно перебратися у Дорчестер. Там він побудував будинок, Макс Гейт, для себе і для Емми (дітей у них не було). Починаючи з 1887 року він звернувся до написання  коротких оповідань, сюжети яких брав з життя Дорсета. Тепер його ім'я стало добре відомим у літературних колах, а лондонські журнали добре платили за публікації його оповідань. Вони були зібрані і надруковані у трьох збірках — «Уессекські оповідання» (1891) і «Маленькі іронії життя» (1894).
У 1912 році Емма померла від серцевого нападу. Гарді, якому на той час було 72 роки, вже кілька років не писав романів, з тих самих пір, як «Тесс із роду д'Ербервіллів» і «Джуд непомітний» шокували багатьох вікторіанських читачів і налаштували їх проти автора. Тепер він писав тільки вірші і поеми, в основному, про свої взаємовідносини з Еммою, зі своїми рідними і про сільське життя.
Незважаючи на гучну славу — Гарді став кавалером Ордена Заслуг — у творчості він залишився вірним своєму дорсетському корінню.
Четверта і остання збірка його оповідань «Людина, що змінилася» була надрукована у 1913 році. Рік потому він повторно одружився — з письменницею Флоренс Дагдейл. Вони прожили разом у Макс Гейті до самої смерті Гарді у 1928 році, коли йому було 87 років. Тіло Гарді було поховано у Вестмінстерському абатстві, а серце — у могилі Емми, неподалік від місця народження письменника.

## Творчість
Гарді — останній з представників епохи королеви Вікторії. Один з перших романів «Під деревом зеленим, або Меллстокський хор» (1872), Гарді випустив анонімно. Спочатку письменник дав йому назву «Меллстокський хор, або Сільські картинки в дусі голландської школи», однак під час публікації замінив її на перший рядок пісні з комедії Шекспіра «Як вам це сподобається», а пізніше відновив першопочаткову назву у підзаголовку. Усі три заголовки важливі для розуміння цього твору. У нього увійшли родинні спогади самого Гарді. Разом із цим цей «короткий» роман — перший із творів Гарді про патріархальний уклад, що минає, про добру стару Англію, яка здається під натиском нових, прагматичних сил. Ці картини з життя селян, написані поетично і з гумором, і навіть поразка меллстокських музик у їх боротьбі подана автором без гіркоти, хоча і не без суму.   
1874 року вийшов роман «Подалі від шаленої юрми», який зробив Гарді відомим письменником. Усього Гарді видав 25 найменувань: романів, збірників розповідей і віршів.
Більшість своїх романів і оповідань Гарді присвятив селянам. Цьому вибору середовища і обстановки він дав цікаве пояснення: «поведінка вищих класів маскується умовностями, й справжній характер не легко розгледіти; якщо його побачиш — зарисуєш суб'єктивно. У представників нижчих класів вчинок — пряме вираження внутрішнього життя, через що характер розкривається в поведінці і може бути зарисований». Описуючи трагічну долю своїх героїв, Гарді оголює соціальну основу психологічних конфліктів і виступає проти мертвотних моральних норм вікторіанської епохи. Але, звертаючись до протиріч дійсності, Гарді не бачить шляхів виходу. Дійсність пригнічує письменника, чим визначається загальний трагічний тон його творів. У «Тесс із роду д'Ербервіллів» (1891) — найкращому романі Гарді — чесна жінка, пішовши на злочин за своє щастя, гине на ешафоті; герої «Джуда непомітного» (1896) — жертви буржуазної моралі; герой роману «Мер Кестербріджа» (1886) прирікає себе на моральне самогубство.
Людина Томаса Гарді бореться з байдужими — не «добрими», але і не «злими» — силами, вона — в конфлікті з соціальним середовищем, своїми бажаннями і волею третіх осіб, і боротьбу цю майже завжди програє. Трохи особняком у ряді його романів стоїть ранній твір — сільська ідилія «Під деревом зеленим або Меллстокський хор». Серед збірок оповідань найкращі: «Вірші Вессексу» (1888), «Life's Little Ironies» (1894) — пройняті тим же песимізмом, що й романи. Гарді написав також триактну драму у віршах «Династія» (1904—1908) з епохи наполеонівських війн; вона цікава як спроба до відродження епопеї, але вигадлива і громіздка композиція прирекла цю спробу на невдачу. Найсильніші стороною творчості Гарді є аналіз трагічних конфліктів й опис англійської побуту. В царині мови він продовжує традиції англійських класиків і цілком належить XIX століттю.

## Українські переклади
- Томас Гарді. Троє незнайомців. Новели / пер. з анг. Володимир Діброва, Іван Понежа, Олександр Мокровольський та інші. — К. : Дніпро, 1978. — 320 с.
  - Троє незнайомців
  - Зайди на белебні
  - Барбара з роду Гребів
  - Скрипаль-чаклун
  - Жінка з уявою
  - В західній судовій окрузі
  - Перемінився чоловік
  - Щоденник Алісії
  - Могила на роздоріжжі
  - Зустріч на стародавньому валу
  - Що бачив вівчар
- Томас Гарді. Подалі від шаленої юрми / пер. з анг. Дмитро Троценко. — К. : KM Publishing, 2015. — 448 с.
- Томас Гарді. Джуд Непримітний / пер. з анг. Вікторія Меренкова. — Х. : Фабула, 2017. — 448 с. — ISBN 9786170930743.

## Нагороди та почесні звання
Кавалер Ордена Заслуг (Order of Merit) (1910).